# Krążek międzykręgowy

Budowa krążka międzykręgowego. Jądro miażdżyste jest otoczone pierścieniem włóknistym

Krążek międzykręgowy, inaczej tarcza międzykręgowa, potocznie dysk (łac. discus intervertebralis) – struktura kręgosłupa występująca między trzonami kręgów i zbudowana z jądra miażdżystego (gęste galaretowate wypełnienie) otoczonego pierścieniem włóknistym. Pierścień włóknisty tworzą przebiegające naprzemiennie skośne włókna kolagenowe i elastynowe. Pierścień ten jest znacznie grubszy w części przedniej, cieńszy zaś w tylnej, gdzie najczęściej ulega uszkodzeniom (dyskopatia, lumbago). Wraz z dwoma sąsiednimi kręgami tworzy segment ruchowy kręgosłupa. Właściwie uwodnione jądro miażdżyste zapewnia segmentowi ruchowemu elastyczność i umożliwia przenoszenie znacznych obciążeń. Pierścień włóknisty natomiast zapobiega jego przemieszczeniom.
Jądro miażdżyste obejmuje jedynie 15% całkowitej masy krążka, lecz jest to wystarczająca ilość płynu aby pozwolić dyskowi działać hydraulicznie – za każdym razem kiedy zmienia się nachylenie jednego z trzonów kręgu względem sąsiedniego kręgu, jądro miażdżyste odpowiednio się odkształca, wybrzuszając elastyczny pierścień włóknisty z jednej strony, a za każdym razem kiedy człowiek się skręca, jądro miażdżyste wyciska pierścień włóknisty na zewnątrz. Twarde elastyczne włókna tkanki łącznej, z których składa się pierścień włóknisty, łączą każdy krążek międzykręgowy z trzonami kręgów powyżej i poniżej. Biegną one nawet od krążka do kości. Dlatego właśnie krążek międzykręgowy nigdy nie „ślizga się”. Może on jedynie przerwać się, wysączając część żelowego jądra miażdżystego przez osłabiony pierścień włóknisty lub ulec zwyrodnieniu.
Tak jak inne rodzaje tkanki łącznej, krążki międzykręgowe również posiadają żywe komórki, które do przetrwania potrzebują substancji odżywczych i wytwarzają zbyteczne produkty przemiany materii, które muszą być usuwane, jednak proces ten nie jest jeszcze do końca poznany. Brak jest w nich natomiast, przynajmniej po przekroczeniu 25 roku życia, komórek krwi. Łożyska włośniczkowe, które obsługują krążki międzykręgowe kiedy jesteśmy młodzi, zostają utracone jako naturalny efekt starzenia.

## Funkcje
Krążek międzykręgowy pełni jednocześnie funkcję amortyzatora kręgosłupa i zapewnia mu ruchomość (jak łożysko ślizgowe). Umożliwia zgięcie, prostowanie, ruchy boczne i obrotowe kręgosłupa. Dzięki dyskom kręgi nie ocierają się o siebie.

## Patologia
Z wiekiem i w wyniku przeciążeń elastyczność krążków międzykręgowych maleje i mogą powstawać uszkodzenia (pęknięcia) pozwalające na przemieszczanie się całości lub części jądra miażdżystego (dyskopatia) oraz powstanie jego przepukliny, która może powodować przemieszczanie się go do korzeni rdzeniowych. W zależności od stopnia zaawansowania dyskopatii (stopnia rozerwania pierścienia włóknistego oraz ilości substancji galaretowatej wydostającej się do kanału kręgowego) wyróżnia się trzy etapy chorobowe:
a) wypuklina krążka międzykręgowego,
b) przepuklina krążka międzykręgowego,
c) sekwestracja krążka międzykręgowego.
W dyskopatii w przypadku wyraźnego modelowania rdzenia kręgowego w rezonansie magnetycznym lub tomografii komputerowej, albo gdy wywołuje ona zespół korzeniowy, stosuje się fenestrację, tzn. wycięcie tego fragmentu jądra miażdżystego.

Przeczytaj ostrzeżenie dotyczące informacji medycznych i pokrewnych zamieszczonych w Wikipedii.